# Antonia Götsch
Antonia Götsch (* 1978) ist eine deutsche Journalistin.
Götsch studierte Germanistik und Politikwissenschaften an der Georg-August-Universität Göttingen und der University of Bristol und schloss das Studium 2004 mit dem Magistra Artium ab. Danach absolvierte sie von 2004 bis 2005 eine Ausbildung an der Berliner Journalisten-Schule. Von 2005 bis 2006 war sie Reporterin beim Rundfunk Berlin-Brandenburg sowie freie Autorin bei Spiegel Online und 2007 begann sie als Redakteurin im Agenda-Ressort der Financial Times Deutschland. 2009 wurde sie Redakteurin bei G+J Wirtschaftsmedien, wo sie 2010 leitende Redakteurin wurde und 2012 Textchefin und Teamleiterin. Ab Januar 2013 war sie stellvertretende Chefredakteurin des Unternehmermagazins Impulse und von Januar 2018 bis Dezember 2019 dessen Chefredakteurin. Am 1. März 2020 wurde sie Chefredakteurin des Harvard Business Manager.
Götsch war 2019 Jurymitglied beim Deutschen Journalistenpreis Bildung und Arbeit.

## Auszeichnungen
- 2009: Medienpreis Mittelstand
- 2010: Förderpreis des Ludwig-Erhard-Preises für Wirtschaftspublizistik
- 2010: Friedrich Vogel-Preise für Wirtschaftsjournalismus, Kategorie Nachwuchs